# Gotthárd-vasútvonal
A Gotthárd-vasútvonal (németül Gotthardbahn, olaszul Ferrovia del Gottardo) egy normál nyomtávolságú, 15 kV 16,7 Hz AC áramrendszerrel villamosított 206,1 km hosszú vasútvonal Svájcban. 1882. június 1-jén nyílt meg. A vasútvonal korának műszaki bravúrja volt a rengeteg alagúttal, spirál-alagúttal és híddal. A vonalon található Gotthárd vasúti alagút sokáig világrekorder volt a hosszával és a költségeivel. Napjainkban rendkívül forgalmas, ezen keresztül bonyolódik Észak-Olaszország és Nyugat-Európa vasúti teherforgalmának nagy része. A vasútvonal tehermentesítésére és a forgalom gyorsítása érdekében 2003-ban megkezdték a Gotthárd-bázisalagút építését, mely a terveknek megfelelően 2016 közepén nyílt meg a forgalom számára.

## Forgalom
A vasútvonal teljes hosszán vegyesen zajlik a teherforgalom és a távolsági személyforgalom, mindkét végén S-Bahn vonatok közlekednek. A vonatokat gyakran két mozdony is vontatja a nagy emelkedők miatt. A Zürich-Milánó EC vonatok is erre közlekednek, korábban a Cisalpino szolgáltatás keretében. A tehervonatok jelentős része konténerszállító.
A vonalon több legendás mozdonytípus is dolgozott, ezek közül a legismertebb a Krokodil becenevű SBB Ce 6/8 II sorozat.